# Струмски щипок
Струмският щипок (Cobitis strumicae), известен още като малък щипок (Cobitis peshevi), е вид дребна сладководна риба от семейство Виюнови (Cobitidae).

## Разпространение
Видът е разпространен в източната и южната част Балканския полуостров – от Северна Македония и Босилеградско, Северна Гърция, почти цяла България до някои от румънските притоци на Дунав и турските притоци на Марица. Среща се по поречията и притоците на реките от Струма на запад до Камчия на изток.